# Josef Matyáš Trenkwald
Josef Matyáš Trenkwald (13. března 1824 Praha 1 – 28. července 1897 Perchtoldsdorf u Vídně) byl česko-rakouský malíř, proslulý zejména historickými a církevními obrazy. Podílel se na výzdobě Letohrádku královny Anny a chrámu sv. Víta. V letech 1865–1873 zastával funkci ředitele pražské malířské akademie.

## Život
Byl synem pražského komisaře pro potravní daň. V letech 1841–1851 studoval na pražské malířské akademii u ředitele Christiana Rubena, odkud roku 1852 přešel na akademii do Vídně. V letech 1856–1861 pobýval na stipendium v Itálii. V roce 1865 byl jmenován ředitelem malířské akademie v Praze, tuto funkci zastával do roku 1873. V červenci 1871 byl jednou z osobností, které prováděly korunního prince Rudolfa a jeho snoubenku, arcivévodkyni Štěpánku při jejich návštěvě Prahy. Převedl jim mimo jiné Letohrádek královny Anny (tehdy nazývaný Ferdinandeum či Milohrádek), který předtím společně s Karlem Svobodou, Antonínem Lhotou a jejich žáky vyzdobil freskami z českých dějin.
Od roku 1872 působil jako profesor Akademie výtvarných umění ve Vídni. Stal se také členem ústřední komise pro umělecké a historické památky.
Na 59. výstavě Krasoumné jednoty v Praze v roce 1898 bylo rozprodáno 50 děl z jeho pozůstalosti.

## Dílo
Trenkwald byl autorem historických, mytologických, biblických a katolických chrámových maleb nástěnných, obrazů provedených olejovými barvami nebo enkaustikou, mimo jiné:
- Anděl strážce (1844), křídová kresba[4]
- Smrt Karla XII. před Fridrichshallem (1846)[4]
- Výjev ze selských válek (1847)[4]
- Podloudníci šumavští (1848)[4]
- Bitva lipanská (1849)[4]
- Jan Křtitel (1850), malba pro kostel v Turnově podle nákresu Ch. Rubena[4]
- Fresky v letohrádku královny Anny: Přenesení ostatků sv. Vojtěcha do Čech skrze knížete Břetislava (1852), Založení pražské university (1855), Bitva husitská (1862)[4]
- Zvěstování Panny Marie a Nanebevstoupení Páně pro misál, věnovaný císařem papeži[4]
- Předloha pro okna Arnoštovy kaple v chrámu sv. Víta (1864)[4]
- Fresky ve vídeňském akademickém gymnáziu (1866)[4]
- Fresky v karlínském chrámu sv. Cyrila a Metoděje (1867)[4], tamže 12 apoštolů s P. Marií, sv. Cyrilem a Metodějem v závěru, datováno 1873[9]
- Malba Krista Vševládce mezi šesti světci, v apsidě hlavní lodi kostela sv. Václava na Smíchově (1885)

## Galerie

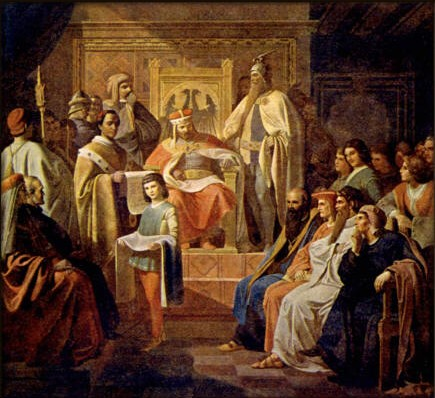
J. M. Trenkwald: Založení pražské univerzity
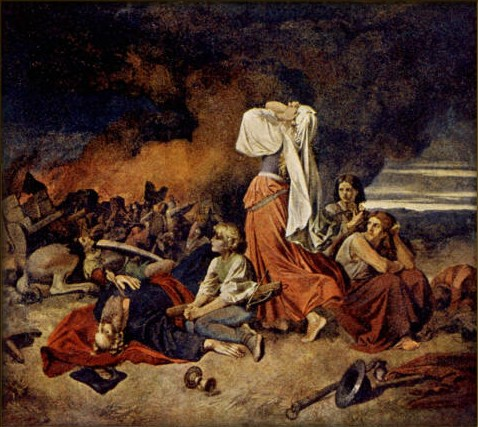
Josef Matyáš Trenkwald – Bitva u Lipan 30. května 1434
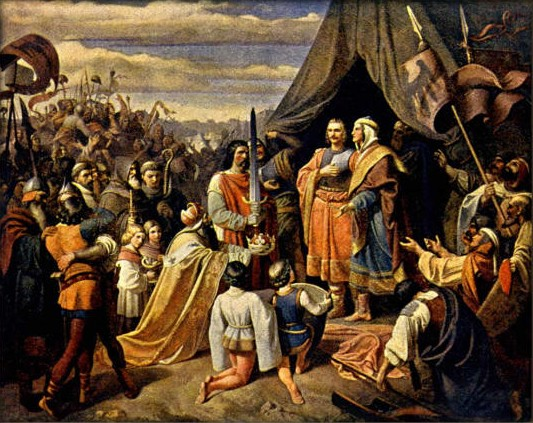
Josef Matyáš Trenkwald – Přemysl Otakar I. a Vladislav III.
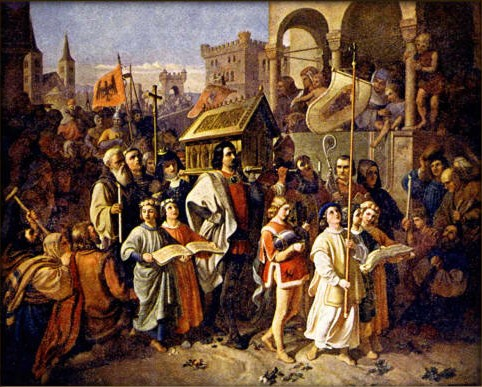
Josef Matyáš Trenkwald – Přenesení ostatků biskupa Vojtěcha do Prahy
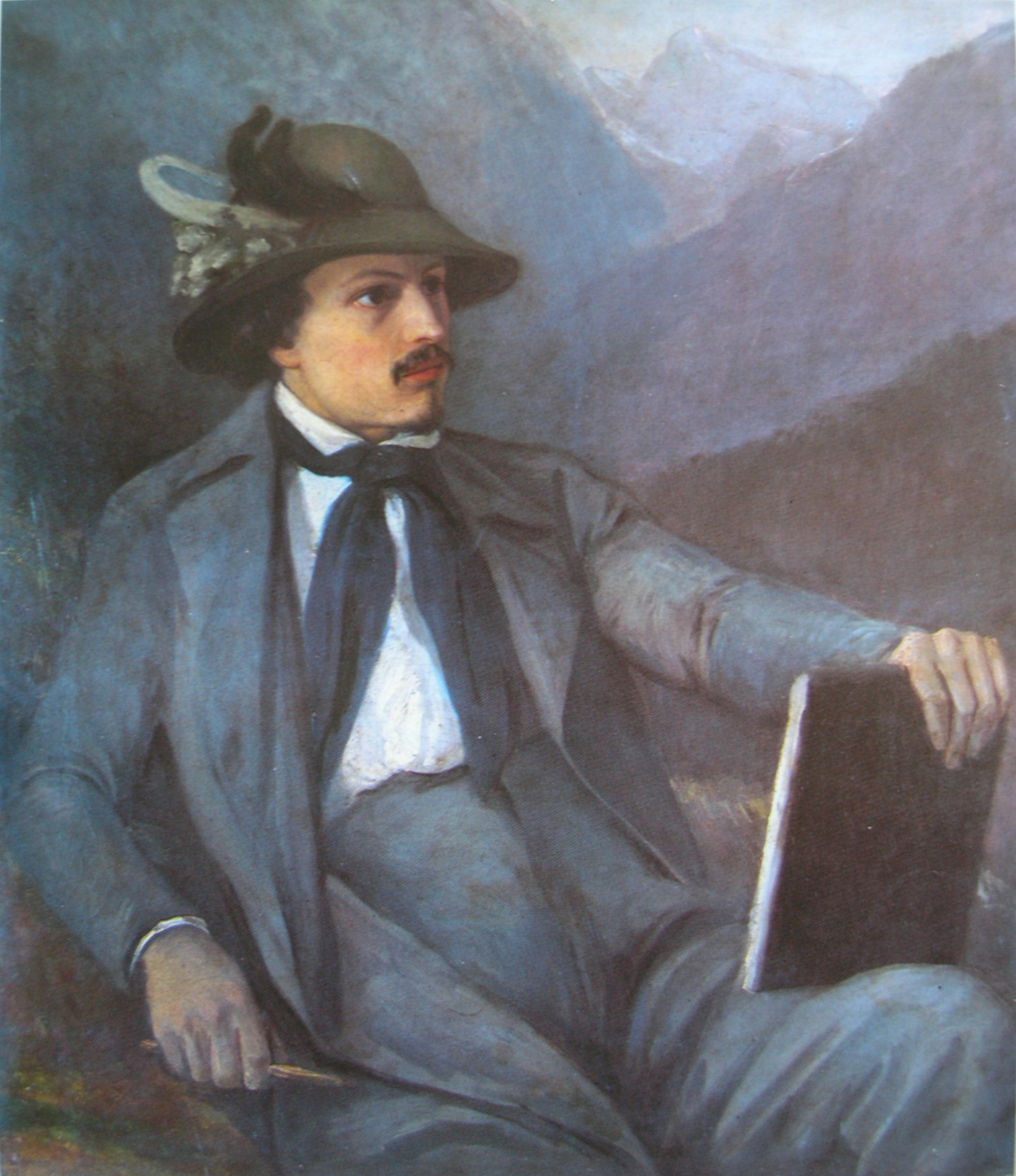
Josef Matyáš Trenkwald – Podobizna Bedřicha Havránka
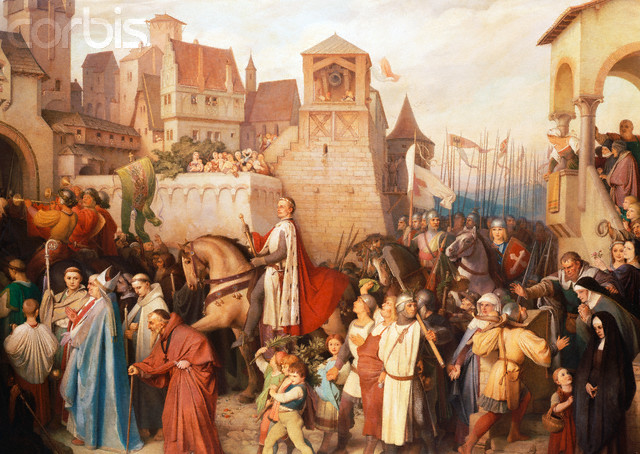
Josef Matyáš Trenkwald – Vévoda Leopold slavnostně vstupuje do Vídně při svém návratu z křížových výprav (1872)